# 林逢生
安東尼·三林（1949年10月25日—），漢名林逢生（Liem Hong Sien），印度尼西亚商人，林紹良(Sudono Salim)的小儿子（老三）。

## 生平
林逢生是于1949年10月25日出生在Kudus。父亲是企业家林紹良（1916-2012 年），母親是 Lie Las Nio（1924-2015 年）。他的父亲林紹良是原籍中國的印尼歸化公民， 他的母亲是印尼土生華人。林逢生小学和中学的学业分别在印尼和新加坡完成。1971年，他从英国的Ewell County Technical College毕业后即加入其父亲的三林集团。
1998年5月印尼骚乱期间，他在印尼的家被纵火，他逃到新加坡。骚乱平息后，他返回雅加达重建自己的企业集团并偿还约 50 亿美元的剩余债务。